# Isenbüttel
Isenbüttel er en kommune i Landkreis Gifhorn i den tyske delstat Niedersachsen. Den ligger midt i amtet (Samtgemeinde) Isenbüttel, omkring 6 km sydøst for Gifhorn, og 20 km nord for Braunschweig.

## Geografi
Isenbüttel ligger på højden Papenteich ved floden Hehlenriede.
Isenbüttel af tre bydele: hovedbyen, og landsbyerne Bornsiek og Tankumsee. Tankumsee var oprindelig anlagt som rekreationsområde med campingplads ved søen, men nu er der også boliger.